# 1927 في رومانيا
فيما يلي قوائم الأحداث التي وقعت خلال عام 1927 في رومانيا.

## سياسة

### انتهاء فترة المنصب
- 4 يونيو – أليكسندرو أفيريسكو قائمة رؤساء وزراء رومانيا.

## رياضة
- 8 أغسطس – دوري الدرجة الأولى الروماني 1926–27 الفائز نادي تشينزول تيميشوارا.

## مواليد

### يناير
- 8 يناير – دوميترو سيوبوتارو ملاكم روماني.

### يونيو
- 20 يونيو – جوزيف بوسيبال لاعب كرة قدم ألماني.

### أكتوبر
- 20 أكتوبر – أوسكار باستيور شاعر ألماني.